# Bob Wilson (football)
Pour les articles homonymes, voir Wilson.
Robert « Bob » Primrose Wilson est un footballeur écossais né le 30 octobre 1941 à Chesterfield (Angleterre). Il est connu pour être le premier international écossais à être né en Angleterre.

## Carrière
- 1961-1963 : Wolverhampton Wanderers  Angleterre
- 1963-1974 : Arsenal  Angleterre

## Palmarès
Arsenal
- Championnat d'Angleterre de football
  - Vainqueur: 1970-71
- FA Cup
  - Vainqueur: 1971
- Coupe des villes de foires
  - Vainqueur: 1970

Individuel
- Joueur de l'année d'Arsenal: 1971